# Manlio Santanelli
Manlio Santanelli (Napoli, 11 febbraio 1938) è un drammaturgo italiano.

## Biografia
Manlio Santanelli è nato a Napoli. Laureato in Giurisprudenza con tesi di filosofia del diritto, nel 1962 entra in Rai, dove resta fino al 1980, anno in cui mette in scena il suo primo testo teatrale, Uscita d'emergenza, Premio IDI (Istituto Dramma Italiano) 1979,  e  dell'Associazione Nazionale Critici
Italiani. Nel 1984 va in scena Le sofferenze d'amore, testo dal quale viene tratto un radiodramma che vince nel 1985 il Premio Speciale della Critica del Prix Italia.
Seguono numerosi altri testi, tra i quali Regina Madre, Bellavita Carolina, Disturbi di memoria, Un eccesso di zelo.
La commedia Pulcinella, con Massimo Ranieri e per la regia di Maurizio Scaparro, dal debutto nel 1987 non ha smesso di girare in Italia e all'estero.
Nel 1990 è uscito Ritratti di donne senza cornice, volume che raccoglie tre monologhi messi in scena in più allestimenti.
L'università di Tolosa ha pubblicato un volume dedicato al teatro napoletano, con particolare attenzione all'autore, di cui contiene anche le traduzioni di Tu musica assassina e Facchini.
Nel 2005 Bulzoni ha dato alle stampe un volume che contiene sei delle più importanti commedie che ha per titolo Manlio Santanelli – Teatro.
Nelle commedie di Santanelli si avvertono alcuni influssi del teatro dell'assurdo, soprattutto per uno stato apparente di immobilità e di apatia, unito alla follia e all'assurdità delle situazioni narrate, che però vengono superate da un'ironia tutta napoletana, grazie al particolare linguaggio adoperato dall'autore, un impasto di italiano e di dialetto che si presta a rappresentare situazioni che oscillano tra il comico e il tragico.

## Vita privata
Vive dal 1996 con la sua compagna Livia Coletta. È stato sposato con l'attrice e doppiatrice Rita Savagnone, ex moglie di Ferruccio Amendola e madre di Claudio Amendola, da cui ha poi divorziato.

## Lavori teatrali (selezione)
- Regina Madre (Premio IDI 1985)[3]
- Uscita d’emergenza (1978)
- L'aberrazione delle stelle fisse, (Premio Biglietto d'oro 1989-1990)
- Il baciamano, debutto al Festival di Avignone 2004
- Disturbi di memoria
- Le tre verità di Cesira, rappresentata anche in Francia
- Il chiodo fisso
- La solita cena, debutto a Napoli
- Un eccesso di zelo, debutto al teatro dei Marsi di Avezzano

## Opere letterarie
- L'isola di Sancho, Passigli Editore, 1984
- L'aberrazione delle stelle fisse, BMG Ricordi, 1987
- Uscita di emergenza, Guida, 1999
- Teatro, Bulzoni, 2005
- Racconti mancini, Guida, 2007
- Un eccesso di zelo, Guida, 2008
- Napoli non si misura con la mente, con DVD, Rai Libri, 2010
- La Venere dei terremoti, Caracò, 2012
- Per oggi non si cade, Giammarino, 2014
- Religiose, militari e piedi difficili, Giammarino, 2015
- La serva del principe, Kairòs, 2016
- Sette favole antiche, Guida, 2017
- A Tangeri, una sera, Le Farfalle, 2018
- Una furtiva lacrima, GM, 2019
- Variazioni senza tema, Caracò, 2022